# Schizoporella bispinosa
Schizoporella bispinosa is een mosdiertjessoort uit de familie van de Schizoporellidae. De wetenschappelijke naam van de soort is voor het eerst geldig gepubliceerd in 1906 door Nordgaard.